# Helmut Kleinicke
Helmut Kleinicke (* 19. November 1907 in Wildemann; † 1979) war ein deutscher Bauingenieur, Judenretter und Gerechter unter den Völkern.

## Leben
Helmut Kleinicke stammte aus einer Försterfamilie und erlernte den Beruf des Bauingenieurs. Er trat zum 1. Dezember 1931 der NSDAP bei (Mitgliedsnummer 861.348). Aus dem NSKK trat er 1938 aus. Kleinicke wurde „Kriegskreisbaumeister“ im Kreis Krenau (heute Chrzanów), 20 Kilometer nordöstlich des KZ Auschwitz. In Krenau war er für Tief- und Hochbaumaßnahmen zuständig.
Während seiner Zeit als Kriegskreisbaumeister beorderte Kleinicke inhaftierte Juden zum Arbeitsdienst. Im Ghetto von Krenau soll er einen guten Ruf genossen haben, weshalb sich viele Juden explizit bei Kleinicke bewarben oder versteckt hielten. Vielen von ihnen verhalf er zur Flucht. Er versteckte sie im Keller seiner Dienstwohnung oder in den Gewächshäusern der Kreisgärtnerei und stellte ihnen falsche Papiere aus, damit sie das Land verlassen konnten. Teils fuhr Kleinicke sie nachts mit dem Auto oder einem Lkw zum Zug oder teils bis in die Hohe Tatra. 1941 warnte er die Juden im Ghetto Krenau vor einer geplanten Razzia und Deportation.
Seine Frau soll für das Engagement ihres Mannes kein Verständnis gezeigt haben, weil er sich in Gefahr brachte. 1942 habe seine Frau mitbekommen, dass Kleinicke von Mitarbeitern der GeStaPo beschuldigt wurde, Juden zur Flucht zu helfen. Ein GeStaPo-Mitarbeiter soll ihm direkt gedroht haben: „Herr Kleinicke, auch für Sie stehen die Tore in Auschwitz offen!“ Aufgrund des Verschwindens vieler Zwangsarbeiter wurde Helmut Kleinicke 1943 zur Grundausbildung in die Wehrmacht nach Oppeln eingezogen, anschließend wurde er Kriegsteilnehmer. Dabei erlitt er einen Hörschaden. Nach Kriegsende verbrachte er einige Monate in britischer Kriegsgefangenschaft. In einer eidesstattlichen Erklärung vom Juli 1948 schrieb der Holocaust-Überlebende Siegmund Engländer, dass Kleinicke „ohne Rücksicht auf seine Person“ Juden gerettet habe und dass viele der Überlebenden ihm ihr Leben verdankten. Im März 1949 wurde er im Entnazifizierungsverfahren mit Hilfe von Berichten Geretteter – unter anderem jener von Siegmund Engländer – als „entlastet“ eingestuft. Mit seiner Frau Cäcilie († 2007) – genannt Cilly – bekam er die Tochter Jutta und arbeitete zunächst im Wasserwirtschaftsamt in Braunschweig, dann in Koblenz. In der Nachkriegszeit erhielt er immer wieder Briefe von Geretteten, die er allerdings nicht beantwortete – seine Frau beantwortete einige Briefe, seine Tochter bewahrte die Briefe auf. 1964 erschien in der Neuen Ruhr Zeitung die Geschichte eines dieser Geretteten, der explizit nach Kleinicke suchte und auch seinen Namen in dem Artikel nannte. Kleinicke hatte den Artikel zwar gelesen, meldete sich aber nicht, weil er Repressalien von Alt-Nazis fürchtete.
Nach Aussagen seiner Tochter verfiel Kleinicke, aufgrund seiner Erlebnisse während des Zweiten Weltkrieges, in eine Depression. Er gab sich die Schuld, dass er zu wenige Menschenleben gerettet hätte. 1979 starb Helmut Kleinicke an den Folgen eines Schlaganfalls.
Mit Hilfe von Der Spiegel, KAN und dem ZDF konnten seit dem Jahr 2016 mehrere Überlebende und deren Nachfahren mit Kleinickes Familienangehörigen sprechen. Seine Familienangehörige trafen sich 2016 mit dem Überlebenden Josef Königsberg, der Kleinicke bereits 1964 per Zeitungsartikel gesucht hatte. 2017 bekam Königsberg während seiner Geburtstagsfeier das Briefmarkenalbum von Kleinickes Tochter überreicht, welches er 75 Jahre zuvor – aus Dankbarkeit, aber auch aus Angst wegen einer möglichen Deportation – an Helmut Kleinicke übergab. Sie standen bis zu seinem Tod im Jahr 2023 in Kontakt. Kleinickes Tochter traf sich 2017 mit Überlebenden in Israel, denen Kleinicke damals das Leben gerettet hatte.
Am 14. Januar 2020 wurde Kleinicke postum in der Israelischen Botschaft in Berlin, im Beisein des Botschafters Jeremy Issacharoff sowie des 95-jährigen geretteten Josef Königsberg, als Gerechter unter den Völkern geehrt. Stellvertretend für ihren Vater nahm seine Tochter die Ehrenurkunde und die -Medaille entgegen.

## Film
- Der Briefmarkensammler – Die Geschichte einer wundersamen Rettung. Dokumentarfilm. Buch und Regie: Peter Hartl. 15 Min. 3sat, 2018 (3sat.de (Memento vom 22. April 2019 im Internet Archive)).